# فرودگاه ملی آویاچیو
فرودگاه ملی آویاچیو (به انگلیسی: Aeródromo Nacional de Aviação) (به زبان بومی: National Aviation Aerodrome) یک فرودگاه همگانی مسافربری است که یک باند فرود آسفالت دارد و طول باند آن ۱۱۲۲ متر است. این فرودگاه در شهر گوئانیا کشور برزیل قرار دارد و در ارتفاع ۸۲۵ متری از سطح دریا واقع شده‌است.